# ليستير جاي ميتلاند
ليستير جاي ميتلاند (بالإنجليزية: Lester J. Maitland)‏ هو ضابط أمريكي، ولد في 8 فبراير 1899 في ميلواكي في الولايات المتحدة، وتوفي في 27 مارس 1990 في سكوتسديل في الولايات المتحدة.